# 157-ма окрема механізована бригада (Україна)
157-ма окрема механізована бригада (157 ОМБр) — формування Сухопутних військ Україниї.
Бригада сформована у 2024 році. На кінець 2024 року воювала під Кураховим і під Покровськом.

## Історія
Навесні 2024 року почала формуватися 157-ма окрема механізована бригада. Навчання проходила на території України. Вона була однією із восьми бригад, номер яких починався із числа 150, які формувалися наприкінці 2023 — на початку 2024 року.
З листопада 2024 року, а окремими підрозділами — з вересня, долучилася до виконання бойових завдань. За оцінками «Громадського», одразу на одному з найгарячіших напрямків. За словами бійців, бригада не змогла пройти злагодження, бо її «розбирають на запчастини»: два готових батальйони були передані в інші бригади. За словами командира бригади Петра Чуба, особовий склад частини пройшов БЗВП, але для колективної підготовки командування не дало часу, а він як командир не має права не виконувати отримані накази.
На кінець 2024 року воювала під Кураховим.
Під кінець грудня 2024 року підрозділи бригади направили і під Покровськ, але, за словами оглядача Forbes, бригада почала «розпадатися» ще до прибуття на лінію фронту, і цей процес посилився у бойових умовах через брак досвідчених офіцерів, низьку підготовку солдатів і високий рівень самовільного залишення частини.
На січень 2025 року бригада мала велику кількість проблем, і однією з ключових причин було те, що бригада продовжувала формуватися суто з мобілізованих і не мала «бойового кістяка». У бригаді були проблеми із самовільним залишенням частини: за словами спірозмовників «Громадського», їх кількість могла сягати щонайменше третини, тобто від кількох сотень до понад тисячу військових, але командир бригади Петро Чуб заперечив правдивість цих чисел. Бійці бригади заявляли про погану підготовку, «управлінський хаос» та що новобранців відправляють переводять до штурмових підрозділів. Командир бригади Петро Чуб сказав, що коли військовослужбовці зрозуміли, що особовий склад часто переводять до ДШВ, кількість випадків самовільного залишення частини зросла.

## Структура
- танкова рота[3]

## Командування
- 2024: полковник Чуб Петро[1]
- з 2025: полковник Мерзлікін Денис Володимирович[4]

## Символіка
На емблемі бригади, що затверджена 18 червня 2024 р., в зеленому полі зображено золоту голову лева над стрілою та шаблею, які перехрещено вістрями вгору, зверху розташовано три срібні семипроменеві зірки. В символіці нарукавного знака бригади частково використано елементи історичних гербів Самарської паланки.

## Втрати
- 10 березня 2025 — Савкевич Олексій. м. Авдіївка. Загинув на Донеччині.[6][7]
- 1 квітня 2025 — Мелентьєв Дмитро, командир мінометної батареї. 16.09.1976.[8]